# Erna Y

Erna Y.

Erna Y, nome artístico de Erna Lohrer Antunes (Escópia, 14 de novembro de 1926 – Rio de Janeiro, 8 de março de 2014), foi uma pintora, escultora e tapeceira. 

## Biografia
Erna Lohrer nasceu em 24 de novembro de 1926, na cidade de Escópia, na Iugoslávia, atual Macedônia do Norte. Desde de cedo demonstrou interesse pela arte, tendo realizado sua primeira exposição com doze anos de idade, em Pančevo. Por conta da Segunda Guerra Mundial, sua família foi obrigada a mudar-se para a Áustria. Em Viena ela se formou pela Escola de Belas Artes de Graz, em 1948.
Um ano depois, migrou para o Brasil, naturalizando-se brasileira em 1950. Fixou-se inicialmente no Rio de Janeiro, tendo se unido em matrimônio com o empresário e industrial marianense Manuel Beata Antunes. Beata Antunes era membro de uma tradicional e opulenta família de Mariana, Minas Gerais.
O casal vivia entre as duas cidades. Em Mariana, Erna fundou uma escola de arte, próxima a Praça Gomes Freire, que formou diversos artistas da região, como, por exemplo, Elias Layon. No decorrer da trajetória desta escola, ela organizou duas exposições, Os Meninos Pintores de Mariana, que ocorreram no Rio de Janeiro, em 1966, e em Petrópolis, em 1967. As exposições contaram com os trabalhos artisticos de seus alunos.
Suas obras estão em diversos acervos publicos e privadas, ela também particiou de muitas exposições. Em Portugal, realizou exposições individuais no Salão da Sociedade Nacional de Belas-Artes, em Lisboa, em 1956, e no Salão Silva Porto, no Porto, em 1957. No Rio de Janeiro destaca-se a exposição que realizou na Associação Brasileira de Imprensa, em 1959.
É possivel encontrar suas obras em Brasília: três painéis presentes no gabinete do ministro da Educação e Cultura; retratos do Jânio Quadros, e Sara Kubitschek. Em Mariana há um painel no Clube Marianense.
Dentre seus prêmios recebeu a medalha de ouro do Salão Brasileiro de Belas Artes, em 1970. No mesmo ano participou do Salão de Artes Plásticas da Associação dos Artistas Brasileiros. Anteriormente, em 1969, havia tomado assento como Acadêmica Honorária, na Academia Brasileira de Belas Artes, e recebido a Comenda de Ouro Pedro Américo. Em maio de 2008 recebeu o Diplôme DeMédaille de Vermeil, em Paris, pela Sociedade Francesa de Artes, Ciências e Letras. É também patrona da cadeira 40, na Academia Marianense Letras, Ciências e Artes, ocupada atualmente por Hélio Petrus.
Faleceu em 8 de março de 2014. Costumava dizer que “A arte a única prova de nossa passagem pela terra”.

## Festival de Inverno de Ouro Preto e Mariana
Por sua experiência artística foi mentora e organizadora 1º Festival Cultural e de Artes de Ouro Preto e Mariana, o conhecido Festival de Inverno, ocorrido em julho de 1965.